# 科門達
科門達（斯洛維尼亞語： 發音：[kɔˈmɛːnda]），是斯洛維尼亞上卡尼奧拉地區的一個村莊。它是科门达市镇的行政中心。它包括以前獨立的 Kaplja Vas 聚居地（斯洛文尼亞語：Kapla vas，德語：Kaplawas）。
聚居地東側設有一座馬術俱樂部。

## 教堂
聚居地北側高地是一個建築群，裡面有城堡、獻給聖彼得的堂區教堂、牧師住宅、馬厩和墓園。科門達教堂在1147年的文件中首次被提及，但在1726年，舊教堂被拆除，為新建築讓路。目前的建築是根據建築師 Gregor Maček Jr. 的計畫以巴洛克風格建造的，直到1729年完成。內部和周圍環境在20世紀上半葉根據建築師的計畫重新設計。

## 名人
- 塔德伊·波加薩爾（1998年－），職業自行車手和環法自行車賽冠軍

## 照片集

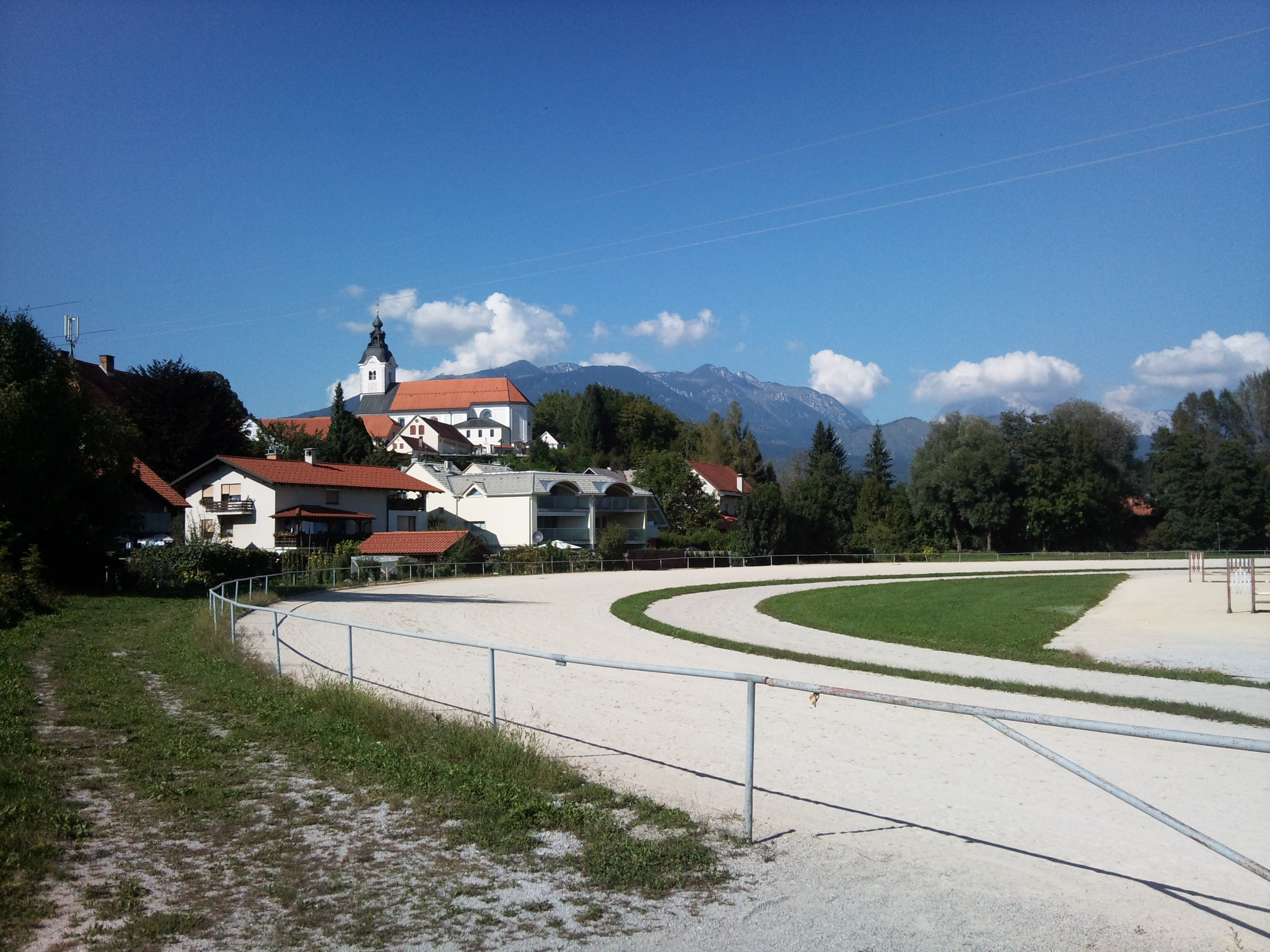
馬場和遠方的教堂
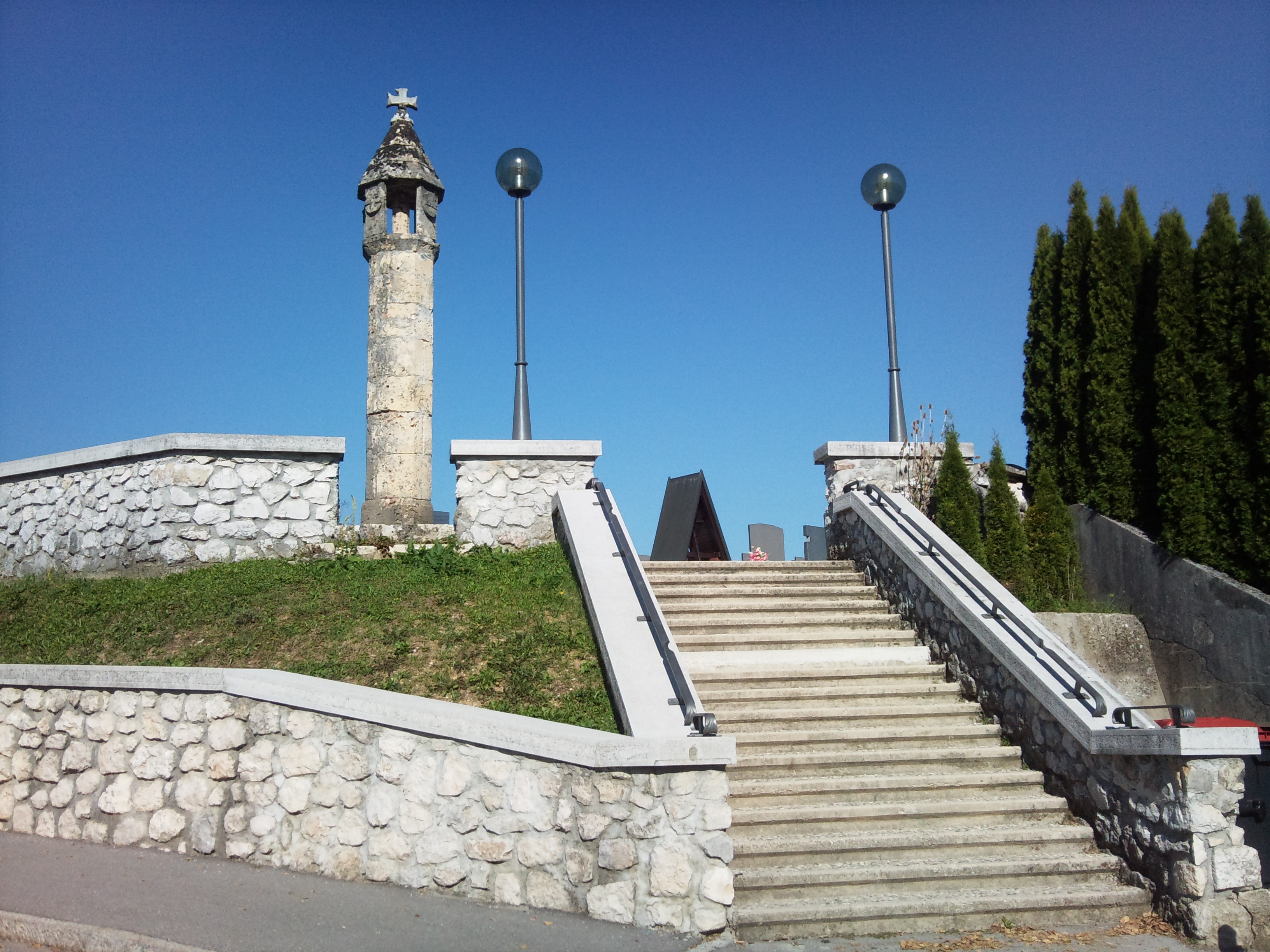
墓園前由醫院騎士團豎立的哥德式紀念柱（1510 年）

## 外部連結
- Komenda municipal site （页面存档备份，存于） （斯洛維尼亞語）
- Komenda at Geopedia.si （页面存档备份，存于）